# Chiara Bosatta
Chiara (al secolo Dina) Bosatta (Pianello del Lario, 27 maggio 1858 – Pianello del Lario, 20 aprile 1887) è stata una religiosa ed educatrice italiana, sorella di suor Marcellina Bosatta, cofondatrici, insieme a don Luigi Guanella, della congregazione delle Figlie di Santa Maria della Divina Provvidenza. Nel 1991 papa Giovanni Paolo II l'ha proclamata beata.

## Biografia
Ultima tra gli undici figli di Alessandro Bosatta e di Rosa Mazzucchi,, a poco più di tre anni di età rimase orfana del padre, un piccolo produttore di seta che - oltre a essere segretario del comune di Pianello - lavorava anche come agrimensore. 
Nel 1871, dopo qualche anno di lavoro nell'azienda di famiglia, Dina Bosatta venne inviata a studiare presso la casa delle Figlie della carità di Gravedona, dove si mantenne lavorando come inserviente. Rimase dalle Canossiane fino al 1878 e manifestò anche l'intento di entrare come religiosa nella congregazione, ma essendo stata giudicata più incline alla vita contemplativa venne rifiutata.
Tornata nel suo paese natale, nel 1878 entrò con la sorella maggiore Marcellina nella Pia Unione delle Figlie di Santa Maria, sodalizio creato dal parroco Carlo Coppini per servire presso l'ospizio di carità da lui fondato per gli anziani e l'infanzia abbandonata, dove alla giovane Bosatta venne affidata l'istruzione delle piccole ospiti. Nello stesso anno, Dina divenne terziaria francescana..
Nel 1881 al defunto don Coppini subentrò Luigi Guanella sotto la cui guida il sodalizio venne trasformato in congregazione di voti semplici: Dina Bosatta, che assunse il nome religioso di Chiara, divenne responsabile della formazione spirituale delle consorelle ed è ritenuta cofondatrice dell'istituto.
Tra il 1884 e il 1885 prestò servizio come insegnante di sostegno presso una scuola privata di Dongo, dove si recava quotidianamente a piedi.
Nell'autunno 1885 si trasferì ad Ardenno, dove don Lorenzo Guanella, fratello di Luigi, si avvalse della collaborazione di Chiara e di altre suore per attuare interventi educativi e formativi a favore della gioventù locale.
Nella primavera 1886 venne mandata a Como per aprire in loco una Cittadella della Carità: ammalatasi, fece ritorno a Pianello, dove morì nel 1887, all'età di 28 anni e 10 mesi circa.

## Il culto
Lo stesso Luigi Guanella si attivò presso l'arcivescovo di Milano Andrea Carlo Ferrari e papa Pio X perché venisse aperto il processo di beatificazione della Bosatta, che venne effettivamente avviato nel 1912: riconosciutane l'eroicità delle virtù, papa Giovanni Paolo II le riconobbe il titolo di Venerabile e la domenica 21 aprile del 1991, a Roma, presiedette alla cerimonia della sua beatificazione.
Memoria liturgica dal 1992 il 20 aprile.